# Zborovi béke
A zborovi békét 1649. augusztus 18-án-án (egyes források szerint augusztus 17-én) kötötte meg ukrán részről Bohdan Hmelnickij és Ivan Vihovszkij, lengyel részről pedig Adam Kisiel, Jerzy Ossoliński, Janusz Radziwiłł, valamint Władysław-Dominik Zasławski.

## A békekötés előzményei
A békekötést augusztus 15-16-án megelőzte a véres zborovi csata, amelyben a kozák-krími tatár egyesült seregek győzelmet arattak a lengyel erők felett. A siker után azonban III. Iszlám Giráj krími kán – részben a kozákok túlzott megerősödésétől tartva, részben azért, mert a lengyelek megvesztegették – visszavonta csapatait, így a kozák hetman arra kényszerült, hogy még a csatatéren megkösse az egyezményt.

## Az egyezmény tartalma
Az egyezmény értelmében:
- a lengyel kormányzat visszavonta a kozákság előjogait jelentősen korlátozó 1638. évi rendelkezést
- a lajstromos kozákok számát 40 ezer főre növelték
- a kijevi, braclavi és csernyigovi vajdaságot magába foglaló „Kozák-Ukrajnát” autonómnak ismerték el. A lengyel hatóságok nem léphettek be a területére, a tisztségeket a katolikusokkal egyenrangúnak elismert ortodox kozák nemesség töltötte be
- az ortodox metropolita helyet kapott a lengyel szenátusban
- a felkelésekben részt vevő kozák nemesség amnesztiát kapott
- a felkelő parasztságnak vissza kellett térnie földesuraik birtokaira

## Külső hivatkozások
- Encyclopedia of Ukraine